# لشکر ۲۸ پیاده (ایالات متحده آمریکا)
لشکر ۲۸ پیاده (انگلیسی: 28th Infantry Division) لشکر پیاده‌نظام نیروی زمینی ایالات متحده آمریکا است، که در سال ۱۸۷۹ تأسیس شد.
لشکر ۲۸ پیاده، واحدی از گارد ملی ارتش ایالات متحده است و قدیمی‌ترین واحد از نظر اندازه در ارتش است. پیشینه برخی از واحدهای این لشکر به گردان بنجامین فرانکلین، انجمن پنسیلوانیا (۱۷۴۷–۱۷۷۷) بازمی‌گردد. این لشکر رسماً در سال ۱۸۷۹ تأسیس شد و بعداً در سال ۱۹۱۷، پس از ورود آمریکا به جنگ جهانی اول، به‌عنوان لشکر ۲۸ام دوباره نامگذاری شد. امروزه، این لشکر شامل واحدهایی از پنسیلوانیا، مریلند، اوهایو و نیوجرسی است.
در ابتدا به آن لقب «لشکر کی‌استون» داده شد، زیرا از واحدهای گارد ملی ارتش پنسیلوانیا تشکیل شده بود؛ پنسیلوانیا به عنوان «ایالت کی‌استون» شناخته می‌شد. در طول جنگ جهانی دوم، به دلیل شکل و رنگ نشان قرمز کی‌استون آن، نیروهای آلمانی لقب لشکر «سطل خونین» را به آن دادند. امروزه لشکر ۲۸ پیاده به نام «لشکر آهنین» شناخته می‌شود که ژنرال جان جی. پرشینگ در طول جنگ جهانی اول به آن داده بود. لشکر ۲۸ پیاده، اولین لشکر گارد ملی ارتش است که به عنوان بخشی از سازماندهی مجدد ارتش در دهه ۲۰۰۰، خودروی جنگی استرایکر را به خدمت گرفت. لشکر ۲۸ همچنین یکی از پرافتخارترین لشکرهای پیاده نظام در ارتش ایالات متحده است.